# Centre patronal
Le Centre patronal est une organisation patronale suisse ayant son siège à Paudex, dans le canton de Vaud. Il assiste des responsables de l’économie privée et intervient sur des questions politiques.
Le Centre patronal est le secrétariat de la Fédération patronale vaudoise (FPV) ainsi que de 180 associations professionnelles et groupements d'intérêts, le Centre patronal est un acteur de la vie économique vaudoise.
Le Centre patronal a une succursale à Berne qui lui permet d’être en contact avec les autorités fédérales et les milieux économiques alémaniques. Une autre succursale se trouve à Zurich.

## Histoire
Rédaction des premiers statuts des « Groupements patronaux de la Fédération vaudoise des corporations » en octobre 1940. Cette date marque la fondation d’une organisation qui allait devenir le Centre patronal.
En 1973, inauguration de la succursale du Centre patronal à Berne. En 1999, « pose de la première pierre » du nouveau bâtiment du Centre patronal sur la commune de Paudex. En 2023, le Centre patronal s'implante à Zurich en acquérant l'Institut de formation SIU.
En 2015, la Fédération patronale vaudoise (FPV), dont le Centre patronal assure le secrétariat, compte plus de 32 000 membres (personnes morales et indépendants) et 120 associations affiliées.
| Années      | Présidence          |
| ----------- | ------------------- |
| 1940-1962   | Charles Viredaz     |
| 1962-1975   | Roger Ramelet       |
| 1975-1991   | Bernard Ischy       |
| 1991-2005   | Philippe Ramelet    |
| 2006-2014   | Dino Venezia        |
| 2014-2021   | Pierre-André Meylan |
| Depuis 2021 | Stéphane Krebs      |

| Années      | Direction           |
| ----------- | ------------------- |
| 1940-1972   | Raymond Burnat      |
| 1973-1984   | Philippe Hubler     |
| 1985-2007   | Jean-François Cavin |
| Depuis 2007 | Christophe Reymond  |

## Positions

### Pandémie de Covid-19
En réaction aux mesures de protection de la population prises par la Confédération dès le 13 mars 2020 pour contrer la pandémie de Covid-19 en Suisse, le Centre patronal s'inscrit clairement dans les positions, majoritairement à la droite de l'échiquier politique, souhaitant que « l'activité économique reprenne rapidement et pleinement ses droits ». Dans sa publication hebdomadaire datant du 15 avril 2020, l'institution déclare sa crainte que la population « s'habitue » au ralentissement économique et modifie son appréciation du monde du travail et de l'économie en faveur d'un autre système aux « apparences insidieuses » selon le Centre patronal :

« Il faut éviter que certaines personnes soient tentées de s’habituer à la situation actuelle, voire de se laisser séduire par ses apparences insidieuses : beaucoup moins de circulation sur les routes, un ciel déserté par le trafic aérien, moins de bruit et d’agitation, le retour à une vie simple et à un commerce local, la fin de la société de consommation... Cette perception romantique est trompeuse, car le ralentissement de la vie sociale et économique est en réalité très pénible pour d’innombrables habitants qui n’ont aucune envie de subir plus longtemps cette expérience forcée de décroissance. La plupart des individus ressentent le besoin, mais aussi l’envie et la satisfaction, de travailler, de créer, de produire, d’échanger et de consommer. On peut le faire plus ou moins intelligemment, et on a le droit de tirer quelques leçons de la crise actuelle. Mais il est néanmoins indispensable que l’activité économique reprenne rapidement et pleinement ses droits. »

Cette publication a suscité la controverse et soulevé de fortes critiques, notamment pour son cynisme et son paternalisme allégués ; elle a même été commentée par des personnalités françaises dont Jean-Marc Jancovici et Aurélien Barrau,. Des critiques relèvent notamment que les exemples cités par le Centre patronal – notamment que la réduction de la pollution de l'air, de la pollution sonore et de la surconsommation – ne sont pas des « apparences insidieuses », mais faits bien établis et souhaitables à divers points de vue. L'avocat et député au Grand Conseil du canton de Vaud Raphaël Mahaim s'inquiète et se désole de cette « idéologie [...] qui domine le monde et qui l’envoie dans le mur ».